# パウル・ラボウ
パウル・ラボウ（Paul Rabbow, 1867年11月14日シュチェチン - 1956年1月19日 ゲッティンゲン) は、ドイツの古典文献学者。

## 生涯
ラボウはゲッティンゲン大学とボン大学で学び、アントン・エルター、フランツ・ビュシュラー、ヘルマン・ウゼナーの指導のもと、1897年に博士号を取得した。
1898年からゲッティンゲンで『古代ラテン語集成』のために勤務。仕事の一環として、クインティリアヌスの『弁論集』277-377のテキストを改訂し、ティベリウス・クラウディウス・ドナトゥス、アエリウス・ドナトゥス、ポルピュリオ、セルウィウス、その他多数のスコラ学者を含む古代末期の文法学者を抜粋した。
1899年10月1日から12月31日まで、合併したミュンヘンの『集成』事務所で助手として働く。任期満了後も数ヶ月間、仕事を続けた。1900年から1901年の間、ドイツ考古学研究所から旅費を支給された。
調査旅行後、ラボウはゲッティンゲンに住み、主に個人研究者として活動した。1901年から1903年まで、ゲッティンゲン大学の文献学セミナーの助手を務め、その後、プロゼミナールでギリシア語文体講習を教え、カッセルで Graecum講座を開いた。だが、彼は1923年のインフレで財産を失った。その後、ドイツ科学緊急協会から一時的な援助を受け、1929年には古ラテン語聖書を抜粋するなど、『集成』のために働くこともあった。
ラボウは主に古代ギリシアの教育について著作を発表した。彼の著書『魂の導き：古代における精神修養の方法論（Seelenführung. Methodik der Exerzitien in der Antike）』はこの分野の基礎となる著作とされ、今日でも学術的に高く評価されている。

## 著作
- De Donati commento in Terentium specimen observationum primum. Georgi, Bonn 1897 (Volltext) (= Dissertation).
- Antike Schriften über Seelenheilung und Seelenleitung. Bd. 1: Die Therapie des Zorns. Teubner, Leipzig 1914 (Volltext).
- Seelenführung. Methodik der Exerzitien in der Antike. Kösel, München 1954.
- Paidagogia. Die Grundlegung der abendländischen Erziehungskunst in der Sokratik. Aus dem Nachlass hrsg. von Ernst Pfeiffer. Vandenhoeck & Ruprecht, Göttingen 1960.